# Georges Fournier
Georges Fournier (ur. 31 sierpnia 1595 w Caen, zm. 13 kwietnia 1652  w La Flèche) – francuski hydrograf, geograf, matematyk i jezuita. Interesował się także naukami humanistycznymi (między innymi filologią klasyczną), teologią i naukami przyrodniczymi.

## Życiorys
Pochodził z wykształconej rodziny o wysokim statusie społecznym, jego ojciec był profesorem na uniwersytecie w Caen, gdzie wykładał prawo. Georges, zgodnie z życzeniem rodziców, również rozpoczął studia prawnicze, na tej samej uczelni. Nie został jednak prawnikiem, gdyż w 1619 roku wstąpił do zakonu jezuitów i rozpoczął swój nowicjat i ścieżkę edukacji przez którą musiał przejść każdy jezuita. Był wszechstronnie wykształcony i posiadał dużą wiedzę, zwłaszcza w dziedzinie matematyki. W związku z tym był często zatrudniany jako wykładowca na różnych uczelniach, między innymi w swoim rodzinnym mieście i w La Flèche. Nauczał wielu różnych przedmiotów z zakresu nauk ścisłych i przyrodniczych, przede wszystkim matematykę. Z powodu zainteresowania morzem został kapelanem Francuskiej Marynarki Królewskiej i przez pewien czas przebywał w Dieppe. Otrzymał zezwolenie na pływanie na okrętach wojskowych i w latach 1630-1640 przez dłuższy czas przebywał na morzu. W czasie rejsów, oprócz posługi duchowej, zajmował się zbieraniem materiałów do swoich prac naukowych. Od 1640 roku Fournier wykładał w Caen i w Orleanie i w tym czasie pisał trzy prace. Pierwsza poświęcona była geografii a druga fortyfikacjom i architekturze wojskowej. Trzecia, nieukończona, miała być poświęcona opisowi Azji. Zmarł w 1652 roku, w La Flèche, gdzie wykładał w kolegium Henri-IV de La Flèche. Jednym z jego uczniów był Kartezjusz.
Najważniejszą publikacją Fourniera była Hydrographie [universelle] contenant la theorie, et la practique de toutes les parties de la Navigation, wydana w 1643 roku, w Paryżu. Było to pierwsze w historii kompendium wiedzy o morzach, oceanach i żegludze oraz pierwsza monografia oceanograficzna. Dzieło zostało spisane w języku francuskim, mimo że autor znał łacinę, która była wówczas najczęściej wykorzystywanym językiem do pisania prac naukowych. Wiązało się to prawdopodobnie z chęcią dotarcia do szerszego grona odbiorców, przede wszystkim kapitanów, oficerów i konstruktorów statków. Praca ta był podzielona na dwadzieścia ksiąg, podzielonych na rozdziały. W pierwszych siedmiu autor zajmuje się kwestiami inżynieryjnymi, handlowymi i politycznymi, oczywiście pod kątem spraw morskich. Księgi te poruszały więc tematy takie jak różne typy okrętów, konstrukcje okrętów, metody budowania i utrzymywania portów i stoczni, marynarki wojenne państw europejskich, przepisy prawne floty francuskiej, zastosowanie statków w handlu i płynące z tego korzyści czy historia floty francuskiej i innych potęg morskich.
Księga IX porusza temat pływów, prądów i zjawisk meteorologicznych. W ówczesnym świecie nauki spore kontrowersje budziły pływy i głos na ten temat zabierali najwięksi XVI wieczni uczeni tacy jak na przykład Galileusz czy Kepler. Fournier zaprezentował wszystkie ważniejsze teorie dotyczące powstawania pływów, ale nie opowiedział się za żadna z nich, krytykując tylko Galileusza za lekceważenie doświadczeń wynikających z praktyki morskiej. Jeśli chodzi o prądy morskie to Fournier był zwolennikiem teorii według której były one efektem działania parowania i opadów. W tropikach, Słońce, miało powodować parowanie wód, co doprowadzało do dużego obniżenia poziomu morza; w strefach arktycznych natomiast deszcz i śnieg prowadziły do zwiększenia poziomu morza. Wody morskie w postaci prądów maiły zatem płynąć od biegunów do tropików aby wyrównać poziom morza. Księgi X i XI opisywały przyrządy pomiarowe takie jak astrolabium, Laska Jakuba, Kompas magnetyczny czy kwadrant oraz sposób ich użycia do celów nawigacji. Księgi XII i XIII poświęcone były metodom określania długości i szerokości geograficznej.
Księgi XIV i XVI poruszały temat wykorzystania różnego rodzaju map w nawigacji oraz historii kartografii. W Księdze XV Fournier, opierając się na Les Météores Kartezjusza, opisał burze, sztormy, wiatry i inne zjawiska meteorologiczne ważne z punktu widzenia nawigatorów. Fournier wskazywał na duże fale przypływowe jako skutek trzęsień ziemi. Księgi XVII i XVIII poświęcone są mechanice, przede wszystkim siłom oddziałującym na statek oraz maszynom na nich używanym. Księga XIX dotyczyła zagadnień typowych dla oceanografii, autor opisywał między innymi rodzaje dna morskiego, zasolenie wód czy barwę wody morskiej. Próbował również określić stosunek lądów do wód, ale błędnie stwierdził, że powierzchnia lądów jest większa. Ostatnia księga dotyczyła religijności marynarzy. Fournier uważał, że pobożność jest nieodzowna dla człowieka pracującego na morzu z uwagi na trudne warunki.
Pierwsze wydanie Hydrographie odniosło wielki sukces. Była to pierwsza, wyczerpująca temat praca, poruszająca niemal każdy aspekt związany z żeglugą. Jej sukces był tak duży, że w latach 1643-1655 książek na podobny temat w zasadzie nie publikowano. Nakład wyczerpał się do 1666 roku. Wówczas to Jean Dupuis zdecydował się na publikację drugiego wydania, różniącego się nieznacznie od pierwotnego. Ostatecznie ukazało się ono rok później, ale nie odniosło ono takiego sukcesu jak pierwsze. W międzyczasie bowiem pojawiły się tańsze i bardziej przystępne podręczniki dla nawigatorów. Wadą praca Fourniera była duża ilość teorii i rysów historycznych, niepotrzebnych marynarzom w ich codziennej pracy.